# Everything Changes
| Оценки критиков | Оценки критиков |
| Источник        | Оценка          |
| --------------- | --------------- |
| AllMusic        | [ 1 ]           |

Everything Changes («Всё меняется») — второй альбом британского бой-бенда Take That. Вышел в 1993 году.
Альбом достиг 1 места в британском национальном чарте (UK Albums Chart) и был номинирован на Mercury Prize 1994 года. Более того, в Великобритании он стал третьим самым продаваемым альбомом в 1993 году.
Альбом стал прорывным для группы в Европе, войдя в первую десятку во многих странах и в тридцатку в Австралии и Японии.
В Великобритании альбом сертифицирован 4-жды платиновым по продажам. Он продержался в топ-75 британского чарта (UK Albums Chart) 78 недель (1 год и 6 месяцев). Альбом также держит британский рекорд по числу синглов в первой десятке с одного альбома музыкальной группы (именно группы, не солиста).
В августе 1995 года журнал «Билборд» писал, что альбом продался во всём мире в 3 миллионах экземпляров.

## Список композиций
| №   | Название                       | Автор(ы)                                              | Продюсер(ы)                                                  | Длительность |
| --- | ------------------------------ | ----------------------------------------------------- | ------------------------------------------------------------ | ------------ |
| 1.  | «Everything Changes»           | Gary Barlow, Michael Ward, Eliot Kennedy, Cary Baylis | Ward, Kennedy, Baylis[a]                                     | 3:34         |
| 2.  | «Pray»                         | Barlow                                                | Steve Jervier, Paul Jervier, Jonathan Wales, Mark Beswick[b] | 3:45         |
| 3.  | «Wasting My Time»              | Barlow                                                | Ward, Kennedy, Baylis (add.)                                 | 3:45         |
| 4.  | «Relight My Fire»              | Dan Hartman                                           | Joey Negro, Andrew Livingstone, Beswick[b]                   | 4:11         |
| 5.  | «Love Ain’t Here Anymore»      | Barlow                                                | S. Jervier, P. Jervier, Wales, Beswick[b]                    | 3:49         |
| 6.  | «If This Is Love»              | Howard Donald, Dave James                             | James                                                        | 3:56         |
| 7.  | «Whatever You Do to Me»        | Barlow                                                | Ward, Kennedy, Barlow[c], Baylis[a]                          | 3:44         |
| 8.  | «Meaning of Love»              | Barlow                                                | Negro, Livingstone                                           | 3:46         |
| 9.  | «Why Can’t I Wake Up with You» | Barlow                                                | S. Jervier, P. Jervier, Wales, Beswick[b]                    | 3:37         |
| 10. | «You Are the One»              | Barlow                                                | The Rapino Brothers                                          | 3:47         |
| 11. | «Another Crack in My Heart»    | Barlow                                                | The Rapino Brothers                                          | 3:46         |
| 12. | «Broken Your Heart»            | Barlow                                                | Nigel Wright                                                 | 3:46         |
| 13. | «Babe»                         | Barlow                                                | S. Jervier, P. Jervier, Wales, Beswick[b]                    | 4:51         |

| №   | Название                                     | Автор(ы) | Длительность |
| --- | -------------------------------------------- | -------- | ------------ |
| 14. | «All I Want Is You (‘Robbie Sings’ Version)» | Barlow   | 3:21         |

Примечания
- [a] ↑  — дополнительный продюсер
- [b] ↑  — дополнительный вокальный продюсер
- [c] ↑  — ко-продюсер